# Lista de mesorregiões e microrregiões de Goiás

Mapa de Goiás mostrando seus municípios agrupados em microrregiões, que por sua vez estão agrupadas em mesorregiões.

Esta é a lista de mesorregiões e microrregiões de Goiás, estado brasileiro da Região Centro-Oeste do país. O estado de Goiás foi dividido geograficamente pelo IBGE em cinco mesorregiões, que por sua vez abrangiam 18 microrregiões, segundo o quadro vigente entre 1989 e 2017.
Em 2017, o IBGE extinguiu as mesorregiões e microrregiões, criando um novo quadro regional brasileiro, com novas divisões geográficas denominadas, respectivamente, regiões geográficas intermediárias e imediatas.

## Mesorregiões de Goiás
| Mesorregião     | Código | Número de municípios | Localização                 | Microrregiões          | Código |
| --------------- | ------ | -------------------- | --------------------------- | ---------------------- | ------ |
| Noroeste Goiano | 01     | 23                   |                             | São Miguel do Araguaia | 001    |
| Noroeste Goiano | 01     | 23                   | Rio Vermelho                | 002                    |        |
| Noroeste Goiano | 01     | 23                   | Aragarças                   | 003                    |        |
| Norte Goiano    | 02     | 27                   |                             | Porangatu              | 004    |
| Norte Goiano    | 02     | 27                   | Chapada dos Veadeiros       | 005                    |        |
| Centro Goiano   | 03     | 82                   |                             | Ceres                  | 006    |
| Centro Goiano   | 03     | 82                   | Anápolis                    | 007                    |        |
| Centro Goiano   | 03     | 82                   | Iporá                       | 008                    |        |
| Centro Goiano   | 03     | 82                   | Anicuns                     | 009                    |        |
| Centro Goiano   | 03     | 82                   | Goiânia                     | 010                    |        |
| Leste Goiano    | 04     | 32                   |                             | Vão do Paranã          | 011    |
| Leste Goiano    | 04     | 32                   | Entorno do Distrito Federal | 012                    |        |
| Sul Goiano      | 05     | 82                   |                             | Sudoeste de Goiás      | 013    |
| Sul Goiano      | 05     | 82                   | Vale do Rio dos Bois        | 014                    |        |
| Sul Goiano      | 05     | 82                   | Meia Ponte                  | 015                    |        |
| Sul Goiano      | 05     | 82                   | Pires do Rio                | 016                    |        |
| Sul Goiano      | 05     | 82                   | Catalão                     | 017                    |        |
| Sul Goiano      | 05     | 82                   | Quirinópolis                | 018                    |        |

## Microrregiões de Goiás divididas por mesorregiões

### Mesorregião do Noroeste Goiano
| Microrregião           | Código | Localização            | Municípios |
| ---------------------- | ------ | ---------------------- | ---------- |
| São Miguel do Araguaia | 001    |                        | Crixás     |
| São Miguel do Araguaia | 001    | Mozarlândia            |            |
| São Miguel do Araguaia | 001    | Mundo Novo             |            |
| São Miguel do Araguaia | 001    | Nova Crixás            |            |
| São Miguel do Araguaia | 001    | Novo Planalto          |            |
| São Miguel do Araguaia | 001    | São Miguel do Araguaia |            |
| São Miguel do Araguaia | 001    | Uirapuru               |            |
| Rio Vermelho           | 002    |                        | Araguapaz  |
| Rio Vermelho           | 002    | Aruanã                 |            |
| Rio Vermelho           | 002    | Britânia               |            |
| Rio Vermelho           | 002    | Faina                  |            |
| Rio Vermelho           | 002    | Goiás                  |            |
| Rio Vermelho           | 002    | Itapirapuã             |            |
| Rio Vermelho           | 002    | Jussara                |            |
| Rio Vermelho           | 002    | Matrinchã              |            |
| Rio Vermelho           | 002    | Santa Fé de Goiás      |            |
| Aragarças              | 003    |                        | Aragarças  |
| Aragarças              | 003    | Arenópolis             |            |
| Aragarças              | 003    | Baliza                 |            |
| Aragarças              | 003    | Bom Jardim de Goiás    |            |
| Aragarças              | 003    | Diorama                |            |
| Aragarças              | 003    | Montes Claros de Goiás |            |
| Aragarças              | 003    | Piranhas               |            |

### Mesorregião do Norte Goiano
| Microrregião          | Código | Localização              | Municípios            |
| --------------------- | ------ | ------------------------ | --------------------- |
| Porangatu             | 004    |                          | Alto Horizonte        |
| Porangatu             | 004    | Amaralina                |                       |
| Porangatu             | 004    | Bonópolis                |                       |
| Porangatu             | 004    | Campinaçu                |                       |
| Porangatu             | 004    | Campinorte               |                       |
| Porangatu             | 004    | Campos Verdes            |                       |
| Porangatu             | 004    | Estrela do Norte         |                       |
| Porangatu             | 004    | Formoso                  |                       |
| Porangatu             | 004    | Mara Rosa                |                       |
| Porangatu             | 004    | Minaçu                   |                       |
| Porangatu             | 004    | Montividiu do Norte      |                       |
| Porangatu             | 004    | Mutunópolis              |                       |
| Porangatu             | 004    | Niquelândia              |                       |
| Porangatu             | 004    | Nova Iguaçu de Goiás     |                       |
| Porangatu             | 004    | Porangatu                |                       |
| Porangatu             | 004    | Santa Tereza de Goiás    |                       |
| Porangatu             | 004    | Santa Terezinha de Goiás |                       |
| Porangatu             | 004    | Trombas                  |                       |
| Porangatu             | 004    | Uruaçu                   |                       |
| Chapada dos Veadeiros | 005    |                          | Alto Paraíso de Goiás |
| Chapada dos Veadeiros | 005    | Campos Belos             |                       |
| Chapada dos Veadeiros | 005    | Cavalcante               |                       |
| Chapada dos Veadeiros | 005    | Colinas do Sul           |                       |
| Chapada dos Veadeiros | 005    | Monte Alegre de Goiás    |                       |
| Chapada dos Veadeiros | 005    | Nova Roma                |                       |
| Chapada dos Veadeiros | 005    | São João d'Aliança       |                       |
| Chapada dos Veadeiros | 005    | Teresina de Goiás        |                       |

### Mesorregião do Centro Goiano
| Microrregião | Código | Localização                | Municípios      |
| ------------ | ------ | -------------------------- | --------------- |
| Ceres        | 006    |                            | Barro Alto      |
| Ceres        | 006    | Carmo do Rio Verde         |                 |
| Ceres        | 006    | Ceres                      |                 |
| Ceres        | 006    | Goianésia                  |                 |
| Ceres        | 006    | Guaraíta                   |                 |
| Ceres        | 006    | Guarinos                   |                 |
| Ceres        | 006    | Hidrolina                  |                 |
| Ceres        | 006    | Ipiranga de Goiás          |                 |
| Ceres        | 006    | Itapaci                    |                 |
| Ceres        | 006    | Itapuranga                 |                 |
| Ceres        | 006    | Morro Agudo de Goiás       |                 |
| Ceres        | 006    | Nova América               |                 |
| Ceres        | 006    | Nova Glória                |                 |
| Ceres        | 006    | Pilar de Goiás             |                 |
| Ceres        | 006    | Rialma                     |                 |
| Ceres        | 006    | Rianápolis                 |                 |
| Ceres        | 006    | Rubiataba                  |                 |
| Ceres        | 006    | Santa Isabel               |                 |
| Ceres        | 006    | Santa Rita do Novo Destino |                 |
| Ceres        | 006    | São Luiz do Norte          |                 |
| Ceres        | 006    | São Patrício               |                 |
| Ceres        | 006    | Uruana                     |                 |
| Anápolis     | 007    |                            | Anápolis        |
| Anápolis     | 007    | Araçu                      |                 |
| Anápolis     | 007    | Brazabrantes               |                 |
| Anápolis     | 007    | Campo Limpo de Goiás       |                 |
| Anápolis     | 007    | Caturaí                    |                 |
| Anápolis     | 007    | Damolândia                 |                 |
| Anápolis     | 007    | Heitoraí                   |                 |
| Anápolis     | 007    | Inhumas                    |                 |
| Anápolis     | 007    | Itaberaí                   |                 |
| Anápolis     | 007    | Itaguari                   |                 |
| Anápolis     | 007    | Itaguaru                   |                 |
| Anápolis     | 007    | Itauçu                     |                 |
| Anápolis     | 007    | Jaraguá                    |                 |
| Anápolis     | 007    | Jesúpolis                  |                 |
| Anápolis     | 007    | Nova Veneza                |                 |
| Anápolis     | 007    | Ouro Verde de Goiás        |                 |
| Anápolis     | 007    | Petrolina de Goiás         |                 |
| Anápolis     | 007    | Santa Rosa de Goiás        |                 |
| Anápolis     | 007    | São Francisco de Goiás     |                 |
| Anápolis     | 007    | Taquaral de Goiás          |                 |
| Iporá        | 008    |                            | Amorinópolis    |
| Iporá        | 008    | Cachoeira de Goiás         |                 |
| Iporá        | 008    | Córrego do Ouro            |                 |
| Iporá        | 008    | Fazenda Nova               |                 |
| Iporá        | 008    | Iporá                      |                 |
| Iporá        | 008    | Israelândia                |                 |
| Iporá        | 008    | Ivolândia                  |                 |
| Iporá        | 008    | Jaupaci                    |                 |
| Iporá        | 008    | Moiporá                    |                 |
| Iporá        | 008    | Novo Brasil                |                 |
| Anicuns      | 009    |                            | Adelândia       |
| Anicuns      | 009    | Americano do Brasil        |                 |
| Anicuns      | 009    | Anicuns                    |                 |
| Anicuns      | 009    | Aurilândia                 |                 |
| Anicuns      | 009    | Avelinópolis               |                 |
| Anicuns      | 009    | Buriti de Goiás            |                 |
| Anicuns      | 009    | Firminópolis               |                 |
| Anicuns      | 009    | Mossâmedes                 |                 |
| Anicuns      | 009    | Nazário                    |                 |
| Anicuns      | 009    | Sanclerlândia              |                 |
| Anicuns      | 009    | Santa Bárbara de Goiás     |                 |
| Anicuns      | 009    | São Luís de Montes Belos   |                 |
| Anicuns      | 009    | Turvânia                   |                 |
| Goiânia      | 010    |                            | Abadia de Goiás |
| Goiânia      | 010    | Aparecida de Goiânia       |                 |
| Goiânia      | 010    | Aragoiânia                 |                 |
| Goiânia      | 010    | Bela Vista de Goiás        |                 |
| Goiânia      | 010    | Bonfinópolis               |                 |
| Goiânia      | 010    | Caldazinha                 |                 |
| Goiânia      | 010    | Goianápolis                |                 |
| Goiânia      | 010    | Goiânia                    |                 |
| Goiânia      | 010    | Goianira                   |                 |
| Goiânia      | 010    | Guapó                      |                 |
| Goiânia      | 010    | Hidrolândia                |                 |
| Goiânia      | 010    | Leopoldo de Bulhões        |                 |
| Goiânia      | 010    | Nerópolis                  |                 |
| Goiânia      | 010    | Santo Antônio de Goiás     |                 |
| Goiânia      | 010    | Senador Canedo             |                 |
| Goiânia      | 010    | Terezópolis de Goiás       |                 |
| Goiânia      | 010    | Trindade                   |                 |

### Mesorregião do Leste Goiano
| Microrregião                | Código | Localização                 | Municípios        |
| --------------------------- | ------ | --------------------------- | ----------------- |
| Vão do Paranã               | 011    |                             | Alvorada do Norte |
| Vão do Paranã               | 011    | Buritinópolis               |                   |
| Vão do Paranã               | 011    | Damianópolis                |                   |
| Vão do Paranã               | 011    | Divinópolis de Goiás        |                   |
| Vão do Paranã               | 011    | Flores de Goiás             |                   |
| Vão do Paranã               | 011    | Guarani de Goiás            |                   |
| Vão do Paranã               | 011    | Iaciara                     |                   |
| Vão do Paranã               | 011    | Mambaí                      |                   |
| Vão do Paranã               | 011    | Posse                       |                   |
| Vão do Paranã               | 011    | São Domingos                |                   |
| Vão do Paranã               | 011    | Simolândia                  |                   |
| Vão do Paranã               | 011    | Sítio d'Abadia              |                   |
| Entorno do Distrito Federal | 012    |                             | Abadiânia         |
| Entorno do Distrito Federal | 012    | Água Fria de Goiás          |                   |
| Entorno do Distrito Federal | 012    | Águas Lindas de Goiás       |                   |
| Entorno do Distrito Federal | 012    | Alexânia                    |                   |
| Entorno do Distrito Federal | 012    | Cabeceiras                  |                   |
| Entorno do Distrito Federal | 012    | Cidade Ocidental            |                   |
| Entorno do Distrito Federal | 012    | Cocalzinho de Goiás         |                   |
| Entorno do Distrito Federal | 012    | Corumbá de Goiás            |                   |
| Entorno do Distrito Federal | 012    | Cristalina                  |                   |
| Entorno do Distrito Federal | 012    | Formosa                     |                   |
| Entorno do Distrito Federal | 012    | Luziânia                    |                   |
| Entorno do Distrito Federal | 012    | Mimoso de Goiás             |                   |
| Entorno do Distrito Federal | 012    | Novo Gama                   |                   |
| Entorno do Distrito Federal | 012    | Padre Bernardo              |                   |
| Entorno do Distrito Federal | 012    | Pirenópolis                 |                   |
| Entorno do Distrito Federal | 012    | Planaltina                  |                   |
| Entorno do Distrito Federal | 012    | Santo Antônio do Descoberto |                   |
| Entorno do Distrito Federal | 012    | Valparaíso de Goiás         |                   |
| Entorno do Distrito Federal | 012    | Vila Boa                    |                   |
| Entorno do Distrito Federal | 012    | Vila Propício               |                   |

### Mesorregião do Sul Goiano
| Microrregião         | Código | Localização                | Municípios            |
| -------------------- | ------ | -------------------------- | --------------------- |
| Sudoeste de Goiás    | 013    |                            | Aparecida do Rio Doce |
| Sudoeste de Goiás    | 013    | Aporé                      |                       |
| Sudoeste de Goiás    | 013    | Caiapônia                  |                       |
| Sudoeste de Goiás    | 013    | Castelândia                |                       |
| Sudoeste de Goiás    | 013    | Chapadão do Céu            |                       |
| Sudoeste de Goiás    | 013    | Doverlândia                |                       |
| Sudoeste de Goiás    | 013    | Jataí                      |                       |
| Sudoeste de Goiás    | 013    | Maurilândia                |                       |
| Sudoeste de Goiás    | 013    | Mineiros                   |                       |
| Sudoeste de Goiás    | 013    | Montividiu                 |                       |
| Sudoeste de Goiás    | 013    | Palestina de Goiás         |                       |
| Sudoeste de Goiás    | 013    | Perolândia                 |                       |
| Sudoeste de Goiás    | 013    | Portelândia                |                       |
| Sudoeste de Goiás    | 013    | Rio Verde                  |                       |
| Sudoeste de Goiás    | 013    | Santa Helena de Goiás      |                       |
| Sudoeste de Goiás    | 013    | Santa Rita do Araguaia     |                       |
| Sudoeste de Goiás    | 013    | Santo Antônio da Barra     |                       |
| Sudoeste de Goiás    | 013    | Serranópolis               |                       |
| Vale do Rio dos Bois | 014    |                            | Acreúna               |
| Vale do Rio dos Bois | 014    | Campestre de Goiás         |                       |
| Vale do Rio dos Bois | 014    | Cezarina                   |                       |
| Vale do Rio dos Bois | 014    | Edealina                   |                       |
| Vale do Rio dos Bois | 014    | Edéia                      |                       |
| Vale do Rio dos Bois | 014    | Indiara                    |                       |
| Vale do Rio dos Bois | 014    | Jandaia                    |                       |
| Vale do Rio dos Bois | 014    | Palmeiras de Goiás         |                       |
| Vale do Rio dos Bois | 014    | Palminópolis               |                       |
| Vale do Rio dos Bois | 014    | Paraúna                    |                       |
| Vale do Rio dos Bois | 014    | São João da Paraúna        |                       |
| Vale do Rio dos Bois | 014    | Turvelândia                |                       |
| Vale do Rio dos Bois | 014    | Varjão                     |                       |
| Meia Ponte           | 015    |                            | Água Limpa            |
| Meia Ponte           | 015    | Aloândia                   |                       |
| Meia Ponte           | 015    | Bom Jesus de Goiás         |                       |
| Meia Ponte           | 015    | Buriti Alegre              |                       |
| Meia Ponte           | 015    | Cachoeira Dourada          |                       |
| Meia Ponte           | 015    | Caldas Novas               |                       |
| Meia Ponte           | 015    | Cromínia                   |                       |
| Meia Ponte           | 015    | Goiatuba                   |                       |
| Meia Ponte           | 015    | Inaciolândia               |                       |
| Meia Ponte           | 015    | Itumbiara                  |                       |
| Meia Ponte           | 015    | Joviânia                   |                       |
| Meia Ponte           | 015    | Mairipotaba                |                       |
| Meia Ponte           | 015    | Marzagão                   |                       |
| Meia Ponte           | 015    | Morrinhos                  |                       |
| Meia Ponte           | 015    | Panamá                     |                       |
| Meia Ponte           | 015    | Piracanjuba                |                       |
| Meia Ponte           | 015    | Pontalina                  |                       |
| Meia Ponte           | 015    | Porteirão                  |                       |
| Meia Ponte           | 015    | Professor Jamil            |                       |
| Meia Ponte           | 015    | Rio Quente                 |                       |
| Meia Ponte           | 015    | Vicentinópolis             |                       |
| Pires do Rio         | 016    |                            | Cristianópolis        |
| Pires do Rio         | 016    | Gameleira de Goiás         |                       |
| Pires do Rio         | 016    | Orizona                    |                       |
| Pires do Rio         | 016    | Palmelo                    |                       |
| Pires do Rio         | 016    | Pires do Rio               |                       |
| Pires do Rio         | 016    | Santa Cruz de Goiás        |                       |
| Pires do Rio         | 016    | São Miguel do Passa-Quatro |                       |
| Pires do Rio         | 016    | Silvânia                   |                       |
| Pires do Rio         | 016    | Urutaí                     |                       |
| Pires do Rio         | 016    | Vianópolis                 |                       |
| Catalão              | 017    |                            | Anhanguera            |
| Catalão              | 017    | Campo Alegre de Goiás      |                       |
| Catalão              | 017    | Catalão                    |                       |
| Catalão              | 017    | Corumbaíba                 |                       |
| Catalão              | 017    | Cumari                     |                       |
| Catalão              | 017    | Davinópolis                |                       |
| Catalão              | 017    | Goiandira                  |                       |
| Catalão              | 017    | Ipameri                    |                       |
| Catalão              | 017    | Nova Aurora                |                       |
| Catalão              | 017    | Ouvidor                    |                       |
| Catalão              | 017    | Três Ranchos               |                       |
| Quirinópolis         | 018    |                            | Cachoeira Alta        |
| Quirinópolis         | 018    | Caçu                       |                       |
| Quirinópolis         | 018    | Gouvelândia                |                       |
| Quirinópolis         | 018    | Itajá                      |                       |
| Quirinópolis         | 018    | Itarumã                    |                       |
| Quirinópolis         | 018    | Lagoa Santa                |                       |
| Quirinópolis         | 018    | Paranaiguara               |                       |
| Quirinópolis         | 018    | Quirinópolis               |                       |
| Quirinópolis         | 018    | São Simão                  |                       |